# Stanisław Chmielewski (oficer)
Stanisław Chmielewski (ur. 18 maja 1901 w Grodnie, zm. 1966) – kapitan piechoty Wojska Polskiego, działacz niepodległościowy, kawaler Orderu Virtuti Militari.

## Życiorys
Urodził się 18 maja 1901 w Grodnie, ówczesnej stolicy guberni grodzieńskiej, w rodzinie Witolda Józefa i Ewy z Kulbackich. W 1909 rozpoczął naukę w rosyjskiej państwowej Szkole Realnej w Białymstoku. Od 1915, po zajęciu miasta przez Niemców, kontynuował naukę w polskim Gimnazjum Realnym.
5 marca 1917 w Zambrowie wstąpił do 5. kompanii 2 pułku piechoty Legionów Polskich. Od 28 czerwca 1917 do 1 listopada 1918 działał w Polskiej Organizacji Wojskowej w Białymstoku. Na początku listopada 1918 wziął udział w rozbrajaniu Niemców. Po ponownym zajęciu miasta przez Niemców uciekł do Zambrowa, gdzie wstąpił do organizującego się suwalskiego pułku strzelców, późniejszego 41 pułku piechoty. W czasie wojny z bolszewikami dowodził plutonem w 1. kompanii karabinów maszynowych, awansując na podchorążego. 3 maja 1919 podczas obrony Wilna został ranny po raz pierwszy. 22 lipca 1919 pod Rakowem, w czasie ofensywy na Mińsk został ranny po raz drugi. 13 grudnia 1920 porucznik Gustaw Narbutt we wniosku na odznaczenie Orderem Virtuti Militari napisał:

Dnia 1 maja 1919 przy obronie Wilna pchor. Chmielewski Stanisław, będąc komendantem drugiego karabinu maszynowego przy kompanii piechoty, która pod silnym ogniem artylerii i karabinów maszynowych nieprzyjacielskich zachwiała się; wówczas, biorąc jeden karabin maszynowy z czterema ludźmi posunął się na wzgórze, na wprost okopów nieprzyjacielskich, na bliską odległość, gdzie nie zważając na silny obstrzał ze strony wroga, wytrwał, niepozwalając nieprzyjacielowi rozpocząć kroków zaczepnych. W dalszym ciągu zaś, będąc rannym, pozostał na linii kierując osobiście ogniem km, aż do przybycia naszej piechoty, która ostatecznie dopomogła do zwycięstwa.
Dnia 22 lipca 1919 będąc dowódcą plutonu km pod Mińskiem, w bitwie pod Tatarką, niespodzianie atakując nieprzyjaciela, wyparł ze wsi, biorąc kilku do niewoli i zdobycz; w dalszym pościgu został ranny. Stale zaś w operacji kijowskiej i w bitwie pod Borkowem odznaczał się męstwem.

W 1922 został zdemobilizowany w stopniu podporucznika i przydzielony w rezerwie do 41 pp w garnizonie Suwałki. 8 stycznia 1924 został zatwierdzony w stopniu podporucznika ze starszeństwem z 1 czerwca 1919 i 2933. lokatą w korpusie oficerów rezerwy piechoty. W latach 1923–1925 uczęszczał do Szkoły Mierniczej w Warszawie. 
W 1925, na własną prośbę, jako oficer rezerwy został powołany do służby czynnej w 4 pułku piechoty Legionów w Kielcach. 4 marca 1928 prezydent RP przemianował go z dniem 1 stycznia 1928 na oficera zawodowego w korpusie oficerów piechoty, w stopniu porucznika ze starszeństwem z dnia 1 grudnia 1925 i 3. lokatą. W sierpniu 1931 został przeniesiony do 2 pułku piechoty Legionów w Sandomierzu na stanowisko komendanta przysposobienia wojskowego w powiecie opatowskim. 22 lutego 1934 prezydent RP nadał mu z dniem 1 stycznia 1934 stopień kapitana w korpusie oficerów piechoty i 97. lokatą. 15 marca 1934 dowodził 3. kompanią w I batalionie 2 pp Leg., który był detaszowany w Staszowie. W marcu 1939 pełnił służbę w 20 pułku piechoty w Krakowie na stanowisku zastępcy oficera mobilizacyjnego. W czasie kampanii wrześniowej 1939 walczył na stanowisku kwatermistrza 20 pp.
W 1925 ożenił się z Zofią z Bielawieckich, z którą miał córkę Halinę Salomeę (ur. 6 stycznia 1926) i syna Jana (ur. 3 października 1928).

## Ordery i odznaczenia
- Krzyż Srebrny Orderu Wojskowego Virtuti Militari nr 575[5] – 22 lutego 1921[30][31]
- Krzyż Niepodległości – 9 listopada 1931 „za pracę w dziele odzyskania niepodległości”[32][33]
- Krzyż Walecznych po raz pierwszy – 10 czerwca 1922 w zamian za dyplom byłego Frontu Litewsko-Białoruskiego „za Waleczność”[34][35]
- Srebrny Krzyż Zasługi – 1938 „za zasługi polu pracy społecznej”[36]
- Medal Pamiątkowy za Wojnę 1918–1921[35]
- Medal Dziesięciolecia Odzyskanej Niepodległości[35]
- Odznaka za Rany i Kontuzje z dwiema gwiazdkami[37]